# Aldyna
Aldyna (Hypoxylon fuscum) är en svampart som först beskrevs av Christiaan Hendrik Persoon, och fick sitt nu gällande namn av Elias Fries 1849. Aldyna ingår i släktet Hypoxylon och familjen kolkärnsvampar.  Arten är reproducerande i Sverige. Inga underarter finns listade i Catalogue of Life.

## Bildgalleri

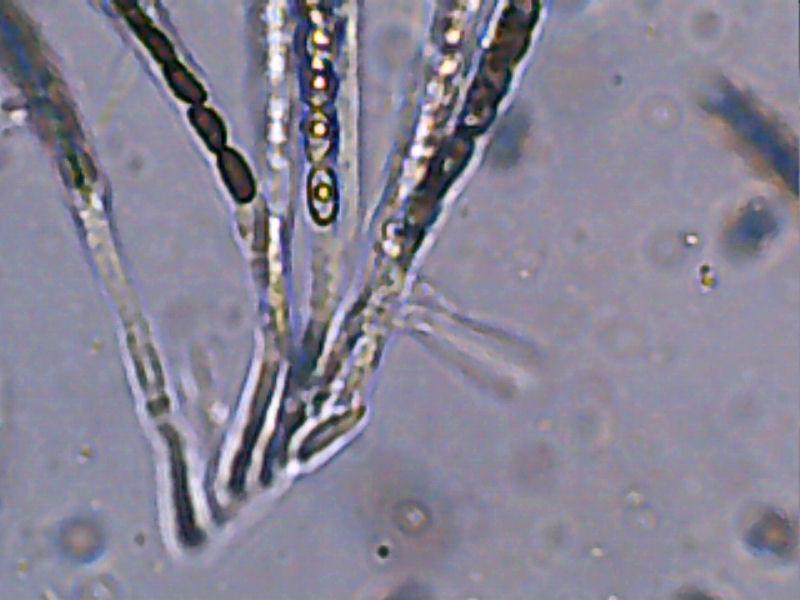
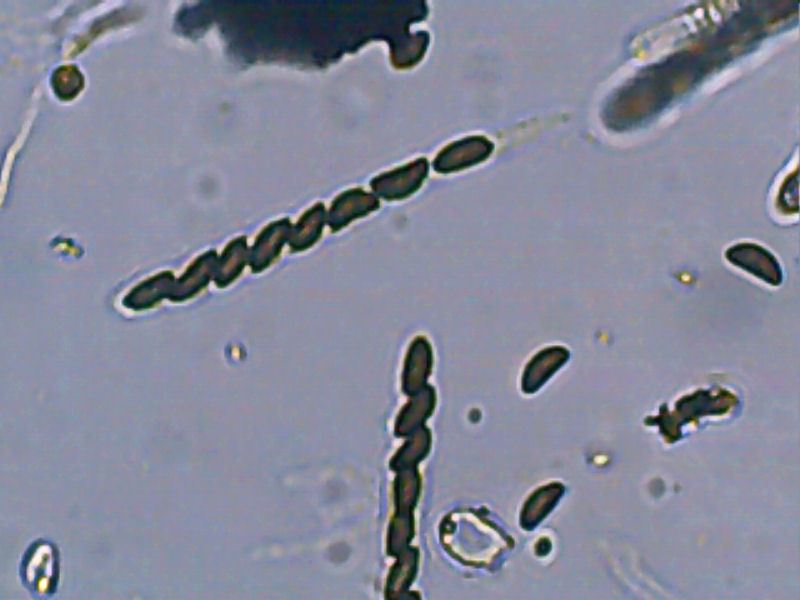
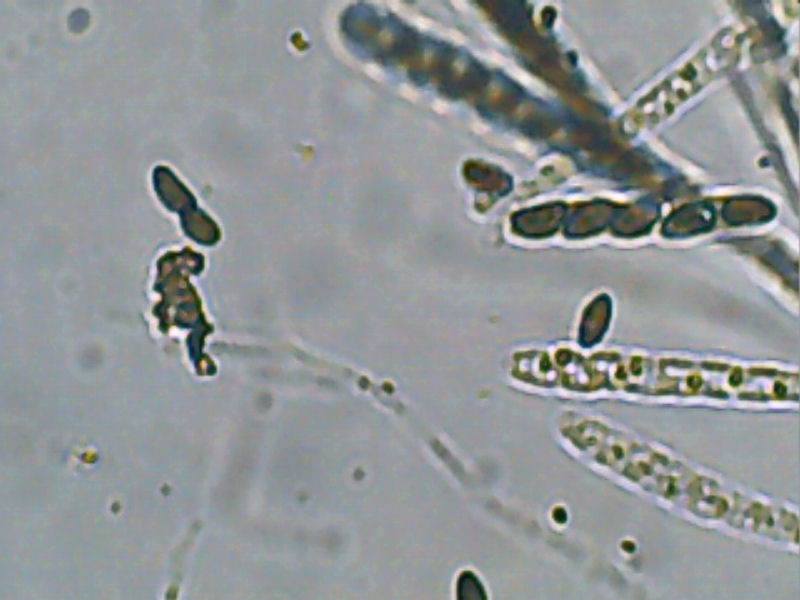
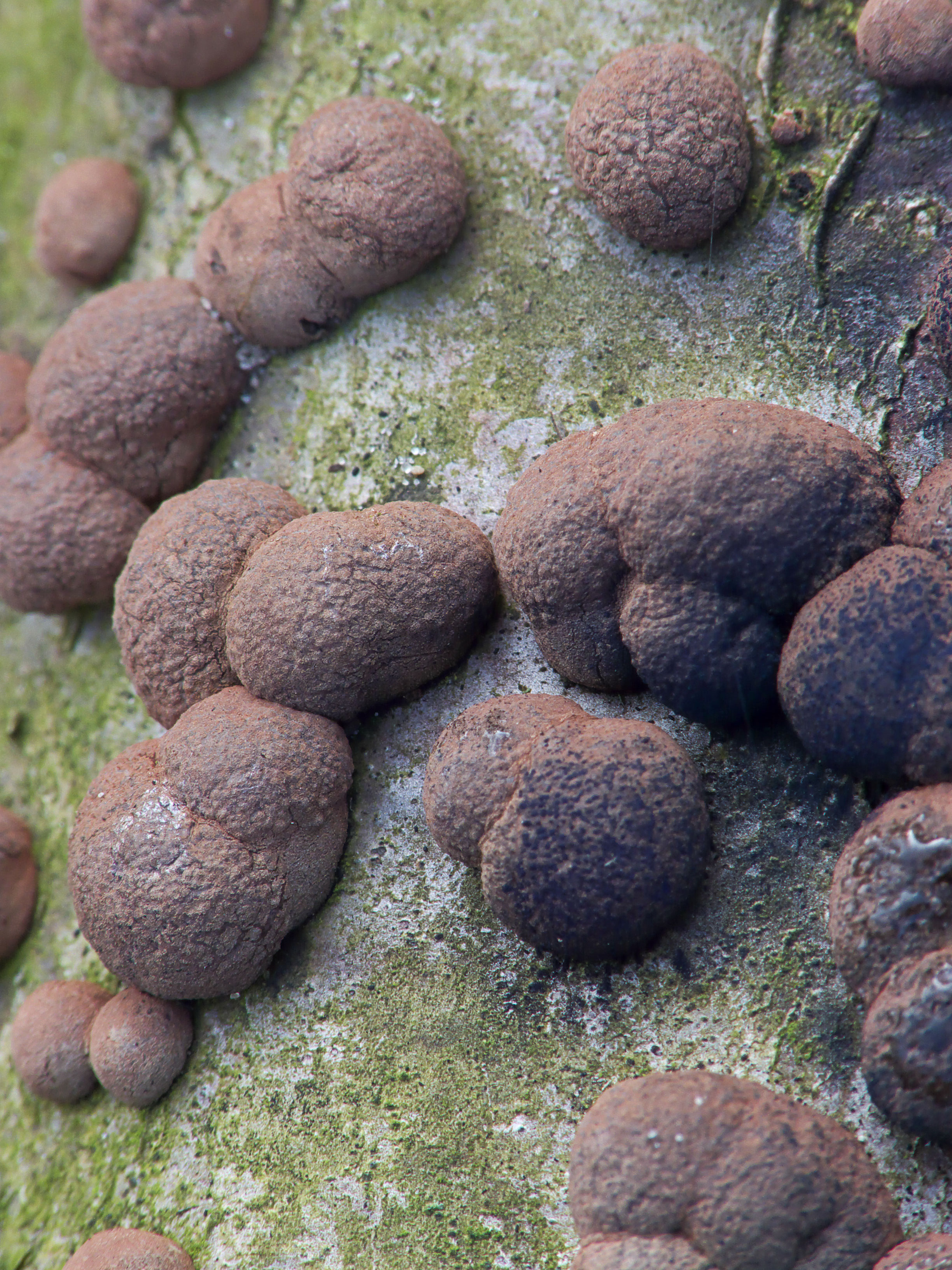
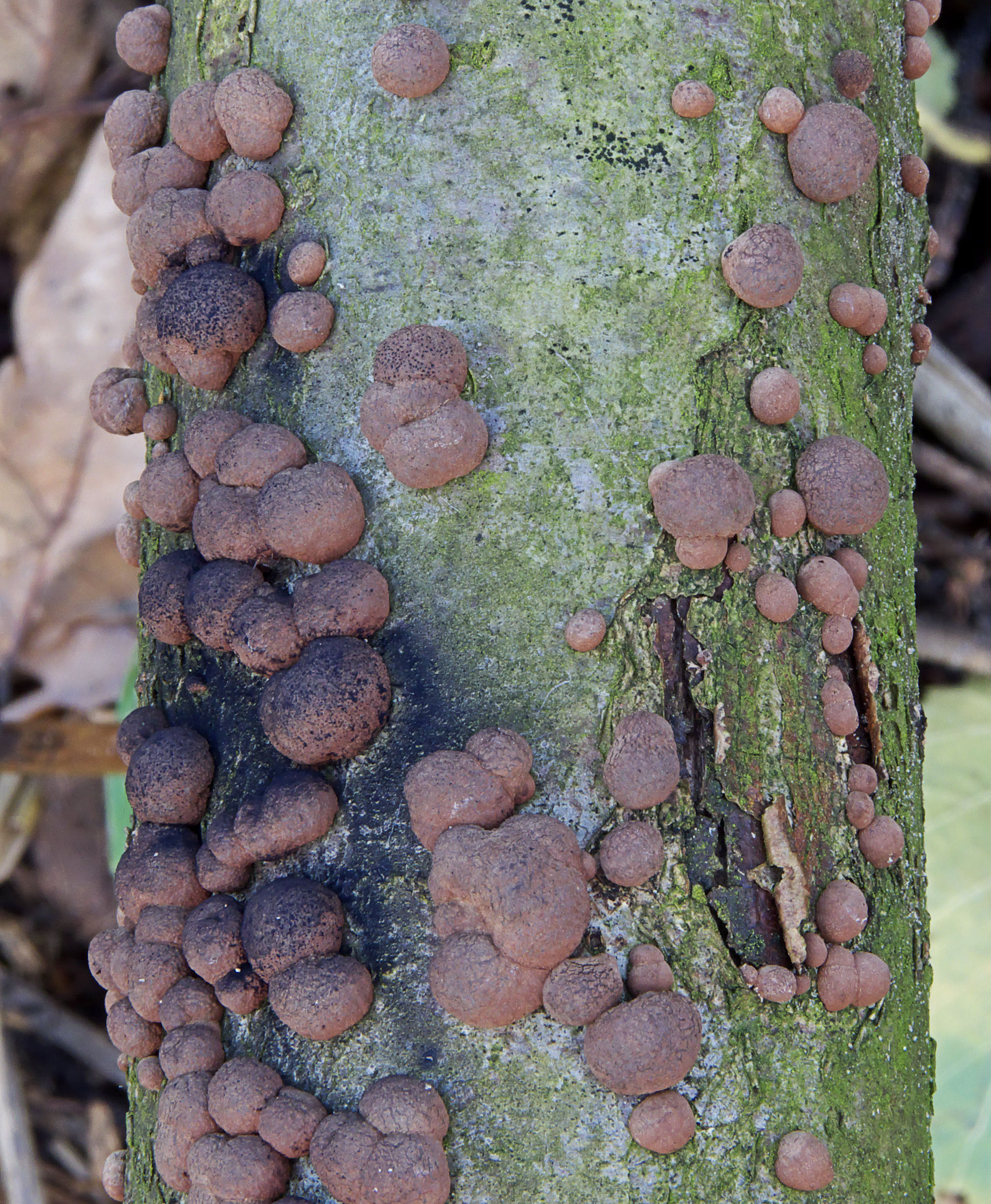
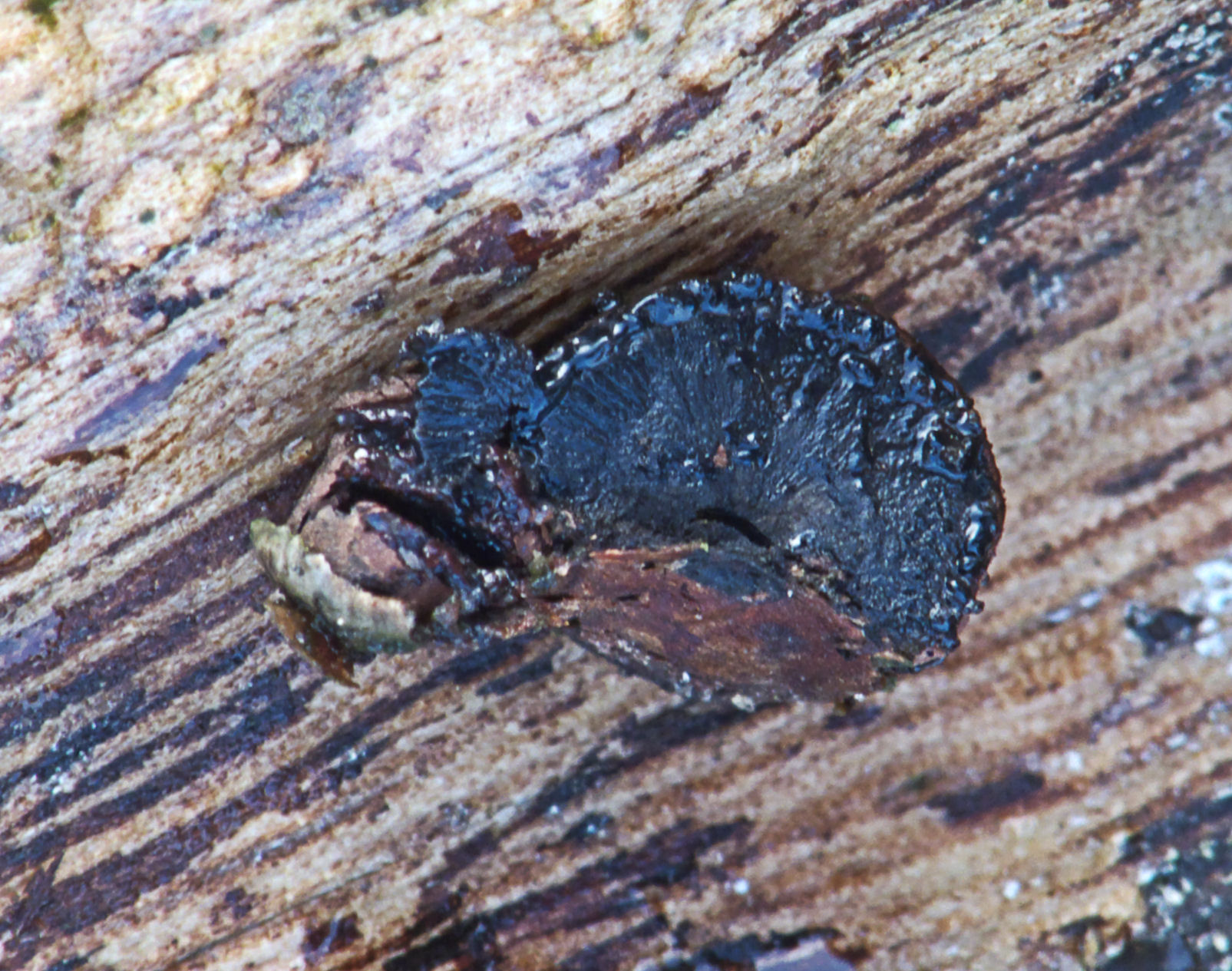
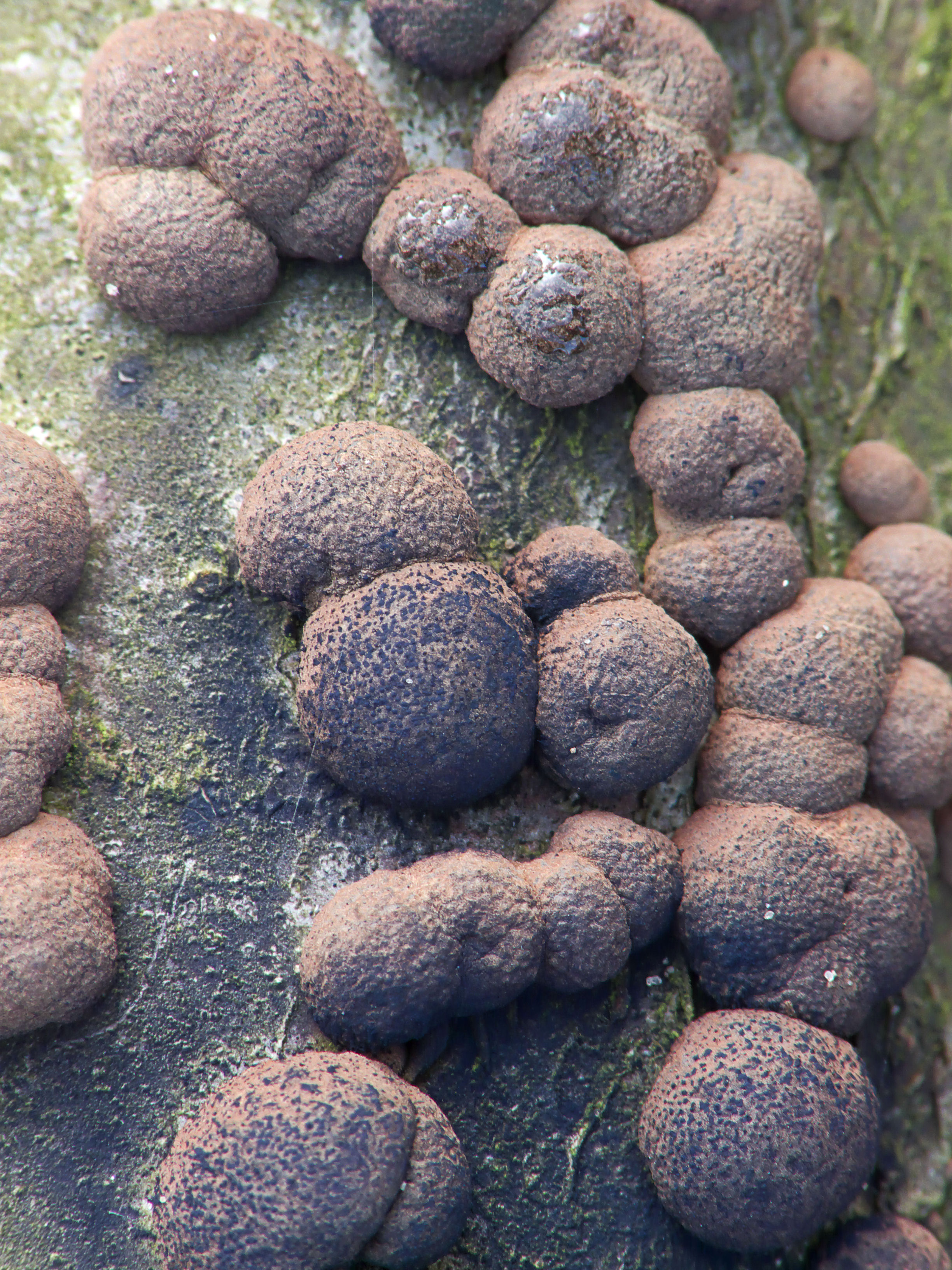